# Lijst van drossaards van Lieshout
De Lijst van drossaards van Lieshout vermeldt de namen van de personen die tijdens het ancien régime belast waren met bestuurlijke en gerechtelijke taken en het handhaven van de openbare orde in de heerlijkheid Lieshout. De lijst is aangevuld met de namen van de personen die tijdens de Franse tijd de opvolgers van de drossaard waren als bestuurder van Lieshout.
De heer van Lieshout bemoeide zich niet met de dagelijkse gang van zaken in het dorp en benoemde een schout om in zijn naam te handelen. Vanaf de 17e eeuw werd deze functionaris in Lieshout drossaard genoemd, en soms drost of officier. De vergaderingen van de schepenbank werden in principe voorgezeten door de drossaard. Deze had geen stemrecht, trad in strafzaken op als openbare aanklager en zorgde voor de uitvoering van vonnissen die door de schepenbank waren uitgesproken.
| Ambtsperiode | Drossaard van Lieshout     | Bijzonderheid |
| ------------ | -------------------------- | --- |
| ??           |                            | |
| ca 1690-1697 | Hendrick van Wintelroy     | Ook geschreven als Winteroij; was ook schout te Deurne en Asten                                                                |
| 1697-1714    | Gerardus Deckers           | |
| 1714-ca 1735 | Johannes Schoonhoven       | |
| ca 1735-1777 | Jan Willem Daniël de Jongh | Was tevens secretaris van Lommel, (toen nog Staats-Brabant), en was daar woonachtig                                            |
| 1777-1785    | Johannes Jacobus Ribbius   | Nam op 10 januari 1785 ontslag omdat hij wilde overgaan tot het katholieke geloof, hetgeen op 3 november van dat jaar gebeurde |
| 1785-1802    | Gerrit Hendrik Dolleman    | Afgezet bij de hervormingen in de Franse tijd                                                                                  |
| 1802-1810    | J.A. Kuijpers              | Kuijpers was schout-civiel van het Bataafse schoutambt Beek en Donk, Stiphout en Lieshout                                      |
| 1810-1814    | Arnold van Roij            | Van Roij was voorzitter van de municipale raad en werd maire genoemd                                                           |